# Імператор Ґо-Цутімікадо
Імператор Ґо-Цутіміка́до (яп. 後土御門天皇, ごつちみかどてんのう, ґо-цутімікадо тенно; 3 липня 1442 — 21 жовтня 1500) — 103-й Імператор Японії, синтоїстське божество. Роки правління: 21 серпня 1464 — 21 жовтня 1500.

## Біографія
Імператор Ґо-Цутімікадо народився 3 липня 1442 року. Він був первістком Імператора Ґо-Ханадзоно. Матір'ю хлопчика була фрейліна Оїномікадо Нобуко, названа донька міністра печатки Оїномікадо Нобумуне. Новонародженому дали ім'я Фусахіто.
1457 року принца проголосили спадкоємцем престолу, а 1464 року Імператор Ґо-Ханадзоно передав йому посаду Імператора Японії. Батько принца продовжував негласно керувати справами Імператорського двору до 1470 року.
Правління Імператора Ґо-Цутімікадо збіглося в часі з великою смутою Онін 1467—1477 років, в ході якої більша частина столиці Кіото була зруйнована самурайськими військами. Імператорський палац також прийшов у занепад, тому монарх мусив мешкати у свого підданого, сьоґуна Асікаґи Йосімаси. Разом з тим 1469 року онуки імператора Ґо-Камеями з Пізнього Південного двору повстали в Йосіно та Кумано, протягом 1470 року тривало повстання в провінції Кії інших прихильників Пізнього Південного двору, у 1471—1473 роках Нантей (представник Пізнього південного двору) спирався на допомогу сюґо Ямана Мотітойо. Через те, що Імператор проводив життя як біженець, він 5 разів намагався зректися трону, проте оточення відмовляло його від цього. Головною причиною відмови була нестача коштів Імператорської скарбниці для проведення церемонії зречення. Лише 1499 року було придушено останні зазіхання Пізнього Південного двору.
Аби забути про злигодні й подолати душевний неспокій імператор Ґо-Цутімікадо вивчав японську класику і займався віршуванням. Він упорядкував дві антології власних творів — «Збірку червого попелу» та «Читанку японських пісень на стодень».
21 жовтня 1500 року Імператор Ґо-Цутімікадо помер у 58-річному віці. Через відсутність грошей на похорони, його труна стояла в Імператорському палаці протягом 40 днів. Після збору пожертв покійного монарха нарешті поховали в гробниці Фукаса-но-кіта, в районі Фусімі, в Кіото..

## Генеалогічне дерево
|  |  | (102) Ґо-Ханадзоно | (102) Ґо-Ханадзоно | (102) Ґо-Ханадзоно | (102) Ґо-Ханадзоно | (102) Ґо-Ханадзоно | (102) Ґо-Ханадзоно |               |               | (103) Ґо-Цутімікадо | (103) Ґо-Цутімікадо | (103) Ґо-Цутімікадо | (103) Ґо-Цутімікадо | (103) Ґо-Цутімікадо | (103) Ґо-Цутімікадо |               |               | (104) Ґо-Касівабара | (104) Ґо-Касівабара | (104) Ґо-Касівабара | (104) Ґо-Касівабара | (104) Ґо-Касівабара | (104) Ґо-Касівабара |          |          |          |          |  |  |                 |                 |                 |                 |                 |                 |  |  |          |          |          |          |          |          |
|  |  | (102) Ґо-Ханадзоно | (102) Ґо-Ханадзоно | (102) Ґо-Ханадзоно | (102) Ґо-Ханадзоно | (102) Ґо-Ханадзоно | (102) Ґо-Ханадзоно |               |               | (103) Ґо-Цутімікадо | (103) Ґо-Цутімікадо | (103) Ґо-Цутімікадо | (103) Ґо-Цутімікадо | (103) Ґо-Цутімікадо | (103) Ґо-Цутімікадо |               |               | (104) Ґо-Касівабара | (104) Ґо-Касівабара | (104) Ґо-Касівабара | (104) Ґо-Касівабара | (104) Ґо-Касівабара | (104) Ґо-Касівабара |          |          |          |          |  |  |                 |                 |                 |                 |                 |                 |  |  |          |          |          |          |          |          |
|  |  |                    |                    |                    |                    |                    |                    |               |               |                     |                     |                     |                     |                     |                     |               |               |                     |                     |                     |                     |                     |                     |          |          |          |          |  |  |                 |                 |                 |                 |                 |                 |  |  |          |          |          |          |          |          |
|  |  |                    |                    |                    |                    |                    |                    |               |               |                     |                     |                     |                     |                     |                     |               |               |                     |                     |                     |                     |                     |                     |          |          |          |          |  |  |                 |                 |                 |                 |                 |                 |  |  |          |          |          |          |          |          |
|  |  |                    |                    |                    |                    | (105) Ґо-Нара      | (105) Ґо-Нара      | (105) Ґо-Нара | (105) Ґо-Нара | (105) Ґо-Нара       | (105) Ґо-Нара       |                     |                     | (106) Оґіматі       | (106) Оґіматі       | (106) Оґіматі | (106) Оґіматі | (106) Оґіматі       | (106) Оґіматі       |                     |                     | Санехіто            | Санехіто            | Санехіто | Санехіто | Санехіто | Санехіто |  |  | (107) Ґо-Йодзей | (107) Ґо-Йодзей | (107) Ґо-Йодзей | (107) Ґо-Йодзей | (107) Ґо-Йодзей | (107) Ґо-Йодзей |  |  |          |          |          |          |          |          |
|  |  |                    |                    |                    |                    | (105) Ґо-Нара      | (105) Ґо-Нара      | (105) Ґо-Нара | (105) Ґо-Нара | (105) Ґо-Нара       | (105) Ґо-Нара       |                     |                     | (106) Оґіматі       | (106) Оґіматі       | (106) Оґіматі | (106) Оґіматі | (106) Оґіматі       | (106) Оґіматі       |                     |                     | Санехіто            | Санехіто            | Санехіто | Санехіто | Санехіто | Санехіто |  |  | (107) Ґо-Йодзей | (107) Ґо-Йодзей | (107) Ґо-Йодзей | (107) Ґо-Йодзей | (107) Ґо-Йодзей | (107) Ґо-Йодзей |  |  |          |          |          |          |          |          |
|  |  |                    |                    |                    |                    |                    |                    |               |               |                     |                     |                     |                     |                     |                     |               |               |                     |                     |                     |                     |                     |                     |          |          |          |          |  |  |                 |                 |                 |                 |                 |                 |  |  |          |          |          |          |          |          |
|  |  |                    |                    |                    |                    |                    |                    |               |               |                     |                     |                     |                     |                     |                     |               |               |                     |                     |                     |                     |                     |                     |          |          |          |          |  |  | Рьодзіхо        | Рьодзіхо        | Рьодзіхо        | Рьодзіхо        | Рьодзіхо        | Рьодзіхо        |  |  | Тосітада | Тосітада | Тосітада | Тосітада | Тосітада | Тосітада |
|  |  |                    |                    |                    |                    |                    |                    |               |               |                     |                     |                     |                     |                     |                     |               |               |                     |                     |                     |                     |                     |                     |          |          |          |          |  |  | Рьодзіхо        | Рьодзіхо        | Рьодзіхо        | Рьодзіхо        | Рьодзіхо        | Рьодзіхо        |  |  | Тосітада | Тосітада | Тосітада | Тосітада | Тосітада | Тосітада |
|  |  |                    |                    |                    |                    |                    |                    |               |               |                     |                     |                     |                     |                     |                     |               |               |                     |                     |                     |                     |                     |                     |          |          |          |          |  |  |                 |                 |                 |                 |                 |                 |  |  |          |          |          |          |          |          |
|  |  |                    |                    |                    |                    |                    |                    |               |               |                     |                     |                     |                     |                     |                     |               |               |                     |                     |                     |                     |                     |                     |          |          |          |          |  |  | Тосіхіто        | Тосіхіто        | Тосіхіто        | Тосіхіто        | Тосіхіто        | Тосіхіто        |  |  | Тадаюкі  | Тадаюкі  | Тадаюкі  | Тадаюкі  | Тадаюкі  | Тадаюкі  |
|  |  |                    |                    |                    |                    |                    |                    |               |               |                     |                     |                     |                     |                     |                     |               |               |                     |                     |                     |                     |                     |                     |          |          |          |          |  |  | Тосіхіто        | Тосіхіто        | Тосіхіто        | Тосіхіто        | Тосіхіто        | Тосіхіто        |  |  | Тадаюкі  | Тадаюкі  | Тадаюкі  | Тадаюкі  | Тадаюкі  | Тадаюкі  |